# 1981年体育
1981年，重要國際體育賽事包括：

## 大事記
- 1981年台灣棒運在台灣棒球維基館上的頁面（繁體中文）

## 出生
- 2月24日——雷顿·休伊特，澳洲網球選手。
- 4月2日——莊智淵，台灣乒乓球選手。
- 5月1日——林英傑，台灣旅日棒球選手。
- 6月2日——曹錦輝，台灣旅美棒球選手，首位登上美國職棒大聯盟的台灣投手。
- 7月23日——郭泓志，台灣旅美棒球選手。
- 7月29日——费南多·阿隆索，西班牙一級方程式賽車手。
- 10月5日——张怡宁，中国乒乓球选手。
- 12月29日——荒川静香，日本花样滑冰运动员。

## 逝世
参见： 1981年逝世